# Збірна Філіппін з баскетболу
Збірна Філіппін з баскетболу (філ. Pambansang koponan ng basketbol ng Pilipinas) — національна баскетбольна команда, яка представляє Філіппіни на міжнародній баскетбольній арені.

## Статистика виступів

### Чемпіонати світу
- 1954 —
- 1959 — 8 місце
- 1974 — 13 місце
- 1978 — 8 місце
- 2014 — 21 місце
- 2019 — 32 місце
- 2023 — 24 місце

### Олімпійські ігри
| Рік       | Позиція                 | І                       | В                       | П                       |
| --------- | ----------------------- | ----------------------- | ----------------------- | ----------------------- |
| 1936      | 5-е місце               | 5                       | 4                       | 1                       |
| 1948      | 12-е місце              | 8                       | 4                       | 4                       |
| 1952      | 9-е місце               | 5                       | 3                       | 2                       |
| 1956      | 7-е місце               | 8                       | 4                       | 4                       |
| 1960      | 11-е місце              | 8                       | 4                       | 4                       |
| 1964      | Не пройшли кваліфікацію | Не пройшли кваліфікацію | Не пройшли кваліфікацію | Не пройшли кваліфікацію |
| 1968      | 13-е місце              | 9                       | 3                       | 6                       |
| 1972      | 13-е місце              | 9                       | 3                       | 6                       |
| 1976–2024 | Не пройшли кваліфікацію | Не пройшли кваліфікацію | Не пройшли кваліфікацію | Не пройшли кваліфікацію |
| Разом     | 7/21                    | 52                      | 25                      | 27                      |

### Чемпіонати Азії
- 1960 —
- 1963 —
- 1965 —
- 1967 —
- 1969 —
- 1971 —
- 1973 —
- 1975 — 5 місце
- 1977 — 5 місце
- 1979 — 4 місце
- 1981 — 4 місце
- 1983 — 9 місце
- 1985 —
- 1987 — 4 місце
- 1989 — 8 місце
- 1991 — 7 місце
- 1993 — 11 місце
- 1995 — 12 місце
- 1997 — 9 місце
- 1999 — 11 місце
- 2003 — 15 місце
- 2007 — 9 місце
- 2009 — 8 місце
- 2011 — 4 місце
- 2013 —
- 2015 —
- 2017 — 7 місце
- 2022 — 9 місце